# NGC 5201
NGC 5201 este o liner situată în constelația Ursa Mare. A fost descoperită în 14 aprilie 1789 de către William Herschel. Se află la o distanță de 125,34 de megaparseci de Pământ.